# Copaganda

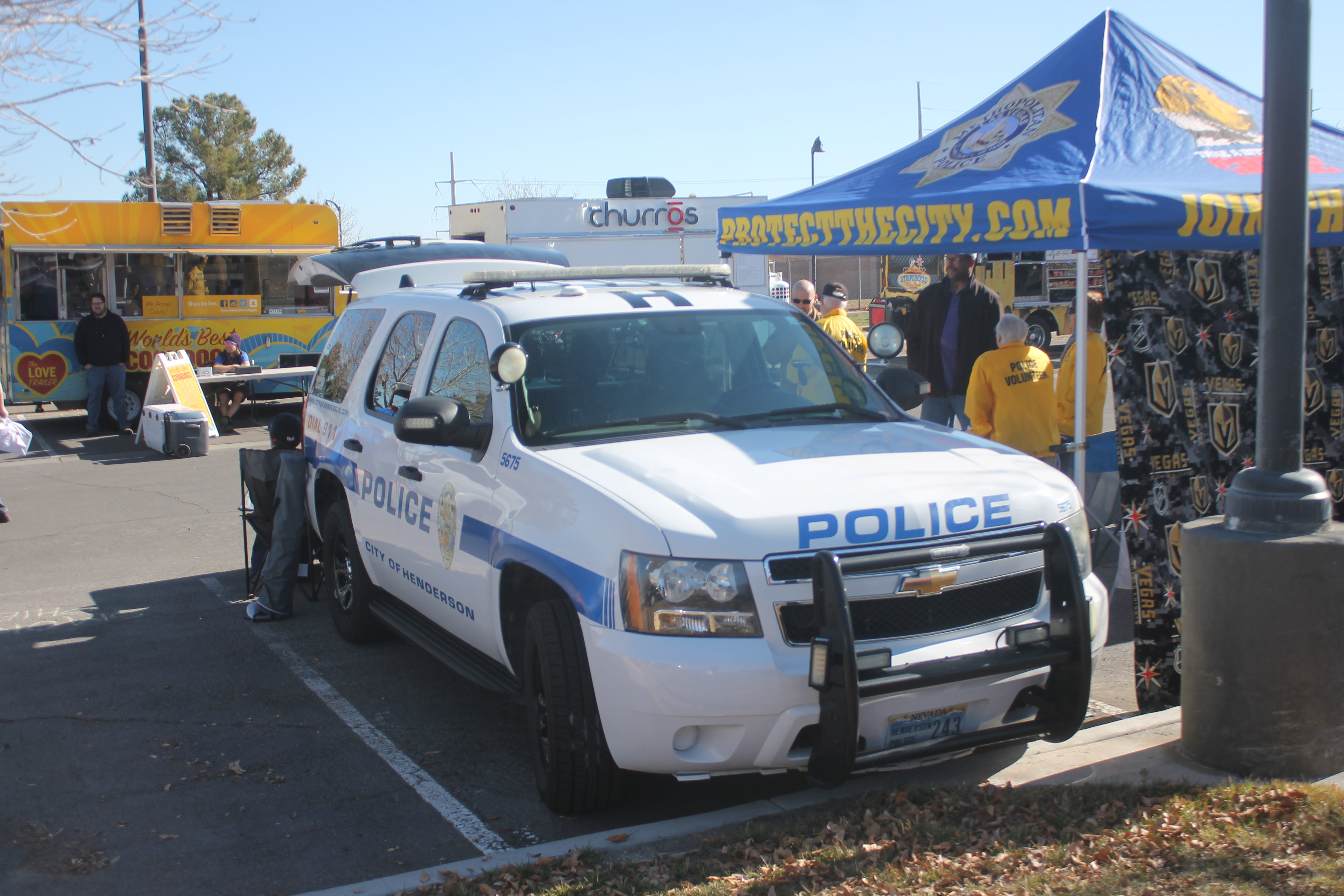
Polizeifahrzeug, gezeigt am "Nevada Law Enforcement Appreciation Day event" in den USA (2020)

Copaganda ist ein Kofferwort aus dem englischen Cop für Polizist und Propaganda und wird, hauptsächlich in den Vereinigten Staaten, verwendet, um sowohl PR-Aktionen von Polizisten und Polizeistellen als auch fiktionale Darstellungen etwa in Polizeiserien zu kritisieren. Der Begriff bezeichnet „die Vermehrung und Verbreitung in den Mainstream-Medien von Propaganda, die wohlwollend gegenüber der [Polizei als] Strafverfolgungsbehörde ist.“

## Zweck
Der Begriff beschreibt „Bemühungen der Medien, Polizisten vorteilhaft darzustellen und von skeptischer Berichterstattung zu verschonen.“ Daher sei Copaganda auch eine Reaktion auf Kritik an der Polizei und nachteilige Berichte oder Vorfälle von Polizeigewalt an ethnischen Minderheiten und wird häufig in Zusammenhang mit Protestbewegungen wie Black Lives Matter, etwa ab 2020 nach der Tötung von George Floyd, konstatiert. So diene Copaganda dazu, die Bewegung für Schwarze zu untergraben und das Narrativ voranzutragen, dass Polizeigewalt ein Problem individueller schwarzer Schafe anstelle ein systematisches sei, und die echte Gewalt und Trauma, die die Polizei Schwarzen zufügen, kleinzumachen. Geschichten und Social Media würden genutzt, um Polizisten als liebe, heldenhafte und spaßliebende Gemeindemitglieder darzustellen, deren Nettigkeit die Handlungen weniger schwarzer Schafe überwiege.

## Formen

### Darstellungen realer Polizei
Im Sinne von Copaganda wohlwollende Darstellungen realer Polizei können von den Beamten und Revieren selbst in Form von Social-Media-Beiträgen oder durch Aufnahmen Dritter von Polizeiaktionen erzeugt und verbreitet werden. Beispiele sind etwa Videos, in denen Polizisten singen oder tanzen oder auch erhaltene Dankbezeugungen präsentieren. In Zeiten von Protestbewegungen zeigen sie etwa, wie Polizisten sich hinknien, Demonstranten umarmen, mit Lebensmitteln versorgen oder Kinder trösten. Solche augenscheinlich solidarischen Gesten werden damit kritisiert, dass sich dieselben Polizisten an der gewaltvollen Auflösung der Proteste beteiligen. Videos, die geteilt werden und viral gehen, oder Wohlfühlgeschichten, in denen Polizisten positive, aber eigentlich nicht berichtenswerte Taten ausführen, können von Nachrichtenplattformen in Schlagzeilen aufgegriffen werden, die damit für sich Klicks generieren. Durch eine unverhältnismäßige Anzahl solcher Geschichten, während Berichte über Polizeigewalt unterdrückt werden, würde die öffentliche Wahrnehmung irgendwann sehr verschieden von der Realität sein. Beispielsweise veranstalten amerikanische Polizeireviere 2018 Lipsync-Battles als Internet-Challenge; besonders beliebte Videos wurden etwa von der New York Times thematisiert. Der Sprecher eines Reviers sagte zu der Zeitung: „Es erlaubt der Nation, uns auf eine andere Weise zu sehen.“
Medienkritiker Adam Johnson listete 2016 für AlterNet acht der geläufigsten Formen von Copaganda: Darstellungen, wie gefährlich die Polizeiarbeit sei; Darstellungen, wie divers das Polizeirevier aufgestellt sei; fingierte Darstellungen von Drohungen gegen die Polizei; Pinkwashing; Verleumdung der Opfer von Polizeigewalt; Katzenretten als Beispiel alltäglicher Nettigkeiten; Darstellungen von Gemeinde- und Bürgerbeziehungen; Überraschungsgeschenke an Zivilisten als herzerwärmende Geschichten.
Das 2018 eröffnete National Law Enforcement Museum in Washington, D.C., das Zivilisten durch Simulationen und interaktive Räume die Perspektive von Polizisten zeigen soll, wurde von Sadie Dingfelder für die Washington Post als direkte und mehr Propaganda als Aufklärung bezeichnet.

### Darstellungen fiktionaler Polizei
Auch Darstellungen fiktionaler Polizei in den Medien Film und Fernsehen, also durch Krimiserien und Polizeidramen, werden als Copaganda kritisiert, dass sie eine Fantasie, was ein Polizeirevier sei, darstellen, als sei es echt und so echten Polizeirevieren eine Deckung geben. Eine Studie der Bürgerrechtsorganisation Color for Change von 2020 berichtete, dass Krimiserien, die häufig Polizeireviere und -beamte als Berater engagieren und hauptsächlich von weißen Männern geschrieben werden, Polizisten überwiegend schmeichelhaft darstellen und die Polizei verherrlichen, während viele Zuschauer die Darstellungen als realistische Repräsentationen des Strafjustizsystems wahrnehmen würden. Auch würde schlechtes Verhalten von Strafverfolgern normalisiert. Als Beispiele an Serien werden etwa Navy CIS, Blue Bloods und FBI genannt. Funké Joseph von Vice bezeichnete die Serien Bright, Blue Bloods und Chicago P.D. als hirnlose Glorifizierungen, die so erschreckend abgekoppelt von der Realität seien, dass sie als unkonventionelle Rekrutierungswerbespots dienen.
Aaron Rahsaan Thomas, Schöpfer der Serie S.W.A.T. zieht in einem Essay für Vanity Fair eine historische Linie: „Die letzten sechzig Jahre sahen Serien wie Polizeibericht, Die Unbestechlichen und Adam-12 eine Formel etablieren, in der innerhalb einer Stunde gute Gesetzeshüter – weiße Cops mit kantigem Kinn – böse Typen besiegen – arme People of Color. Diese krasse Klarheit, die der Idee des Heldenpolizisten frönt, liefert einigen Zuschauern Befriedigung in einer sonst komplizierten Welt. Dies kann zu äußerst beliebtem Entertainment führen, aber auch riskieren zu ermutigen, dass Fantasie als Realität statt als idealisiertes Futter für die Seele wahrgenommen wird.“ Diese Struktur hätten Serien wie Hawaii Fünf-Null, Kojak und Miami Vice geerbt; in Franchises wie Law & Order, CSI: Vegas und NCIS gebe es einen Anstieg des Selbstjustiz ausübenden Antihelden-Polizisten, der scheinbar nachvollziehbare Gründe dafür hat, fragwürdige Dinge zu tun. Laut Micha Frazer-Carroll für den Independent sei neben den dominanten, heldenhaften Agenten aber eine heimtückischere Darstellung die der Polizei als weich und kuschlig und der Polizisten als liebenswerte Deppen, die zwar inkompetent seien, aber dennoch verehrt werden sollten, wie sie etwa in Polizeiparodien zu sehen sind.
Brooklyn Nine-Nine wurde als Copaganda kritisiert, da die Serie Polizisten als trottelige, wohlmeinende Helden, die sich gegenseitig harmlose Streiche spielen, darstelle. Gleichzeitig wurde sie aber auch für Diversität in der Besetzung gelobt, durch die Fehler im Justizsystem angesprochen werden konnten. Angesichts der Tötung von George Floyd und folgender Proteste im Mai 2020 wurde die achte und finale Staffel, obwohl bereits Drehbücher für vier Episoden existierten, komplett neu geschrieben, um auf aktuelle Problematiken zu reagieren und auch Copaganda zu thematisieren. Bei den Reality-Serien COPS und Live PD, die Polizisten bei der Arbeit folgen, wurde wiederum mit Absetzungen reagiert.